# Kretzoiarctos beatrix
}
Kretzoiarctos beatrix — єдиний вид викопного роду Kretzoiarctos з підродини Ailuropodinae родини ведмедеві. Мешкав у середині міоцену (12,5—11,5 млн років тому).

## Опис
Структура зубів подібна до структури у великої панди, що вказує на те, що цей вид може бути найстарішим родичем. Також припускають, що Kretzoiarctos beatrix зовнішністю був подібний до великої панди. Висувається гіпотеза, що Піренейський півострів був прародиною підродини Ailuropodinae, звідки предки великої панди поширилися на Азію.
Вважається, що розміром дорівнював сучасному губачу з вагою до 60 кг. Нижня щелепа була короткою і міцною. Мав сильні дистальні кисті на премолярах і відносно розвинений метаконід на нижній щелепі, сильно розвинену секторальну лопатку в тригоніді (кінець зуби спрямований вперед) і порівняно коротший другий молярний талонід (кінець зуби спрямований у зворотньому напрямку). Відмічено ранній розвиток дистальних і мезіальних остов на премолярах.

## Спосіб життя
Волів до вологих лісів. Добре лазив деревами. Базуючись на структурі зубів, дослідники припустили, що цей вид, можливо, був травоїдною твариною, що вживала дуже тверді рослини. Останні роздрібнювалися й активно жувалися.

## Розповсюдження
Рештки виявлено в Іспанії (Арагон і Каталонія). Під час мессінського піка солоності клімат змінився на більш посушливий і спекотний, що призвело до вимирання цього виду.